# Hans Eysenck
Hans Jürgen Eysenck (IPA: /ˈaɪzɛŋk/; Berlino, 4 marzo 1916 – Londra, 4 settembre 1997) è stato uno psicologo tedesco naturalizzato britannico.

## Biografia
Si stabilì in Inghilterra nel 1934 e vi completò gli studi conseguendo il dottorato di ricerca in psicologia nel 1941. Nel 1955 fu nominato professore di psicologia al Collegio universitario di Londra, dove insegnò fino al 1983, anno in cui divenne membro dell'Associazione psicologica statunitense. All'Università di Londra collaborò con sua moglie Sybil B. G. Eysenck.
Noto per i suoi studi nel campo della psicometria, della psicologia sperimentale e dell'analisi fattoriale, contrastò le teorie psicoanalitiche valorizzando l'aspetto della predisposizione genetica e studiò la struttura della personalità.

## Teoria della personalità
Eysenck definì quattro livelli di organizzazione della personalità disposti gerarchicamente:

1) il livello più generale, o dei tipi, composto da 3 dimensioni personologiche fondamentali:
- estroversione-introversione;
- nevroticismo;
- psicoticismo.

2) il livello dei tratti, ossia configurazioni relativamente stabili, un insieme di condotte caratteristiche;

3) il livello delle risposte ricorrenti, cioè azioni che si ripetono con frequenza e che creano schemi di comportamento che tendono a ripetersi in situazioni simili;

4) il livello delle risposte specifiche e occasionali, che non hanno necessariamente carattere di stabilità e non sono necessariamente indicatori di personalità.
Secondo la sua teoria i tipi possiedono una determinazione su base biologica, nel senso che le modalità e gli schemi generali di reazione corrispondono ad un diverso modo di funzionamento interno dell'organismo a livello fisiologico. Di conseguenza secondo Eysenck anche le patologie mentali avrebbero un'origine organica.
I tipi rappresentano le caratteristiche fondamentali e basilari della personalità, le quali forniscono le basi per una classificazione differenziale degli individui. A questo scopo Eysenck elaborò un questionario in due versioni: il Maudseley Personality Inventory e lo Eysenck Personality Inventory (EPI). Quest'ultimo prevede due dimensioni fondamentali: stabilità-instabilità, introversione-estroversione. L'EPI si compone di 57 domande che forniscono misure giudicate attendibili sulle funzioni della complessità cognitiva e sui fattori ansiogeni nella situazione di apprendimento. La valutazione si ottiene sia per mezzo dell'analisi fattoriale che in base alla corrispondenza tra i risultati del test e il comportamento osservato negli studi di laboratorio.